# 사슴뿔

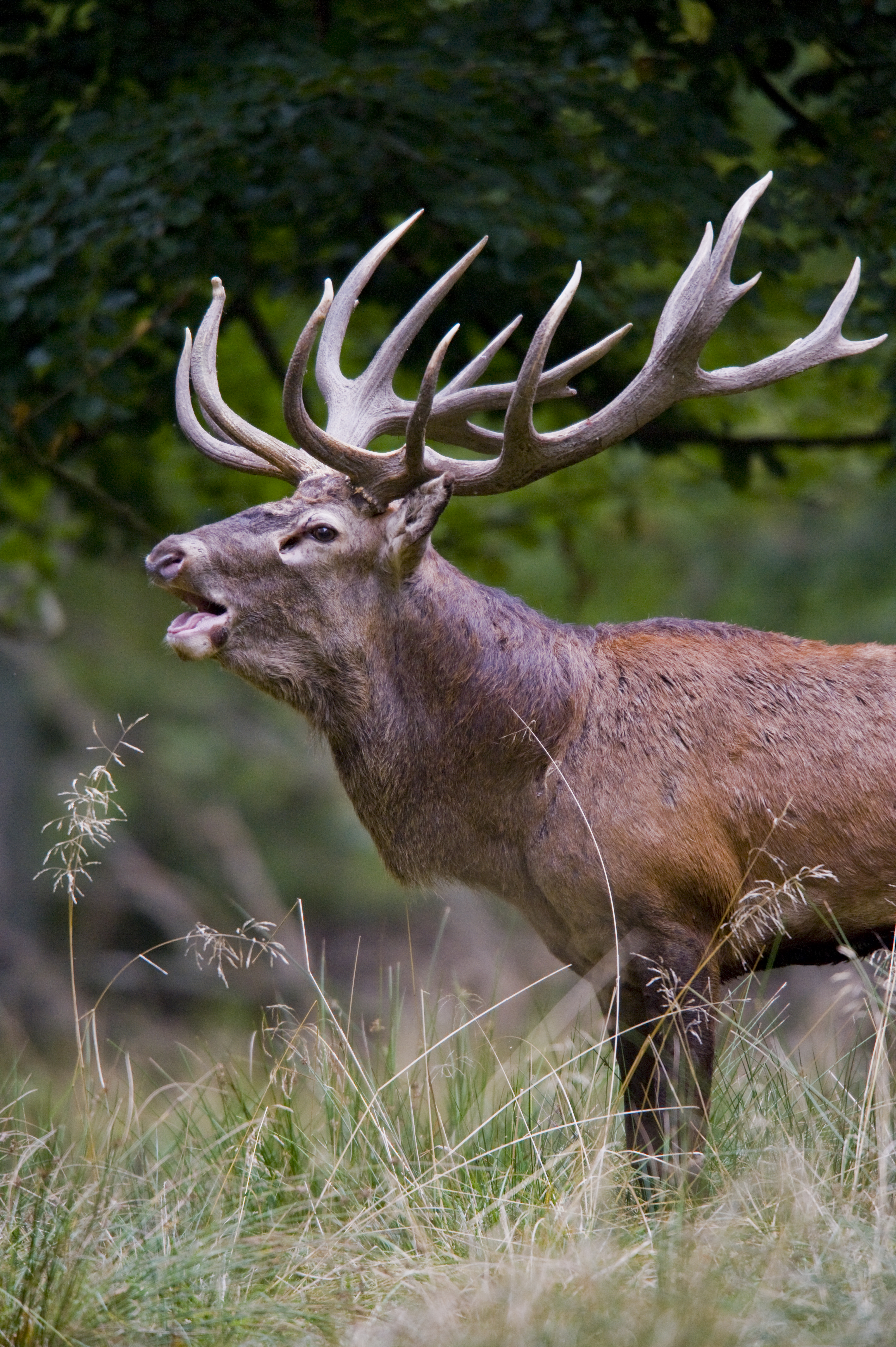
성체 말사슴 수사슴, 덴마크

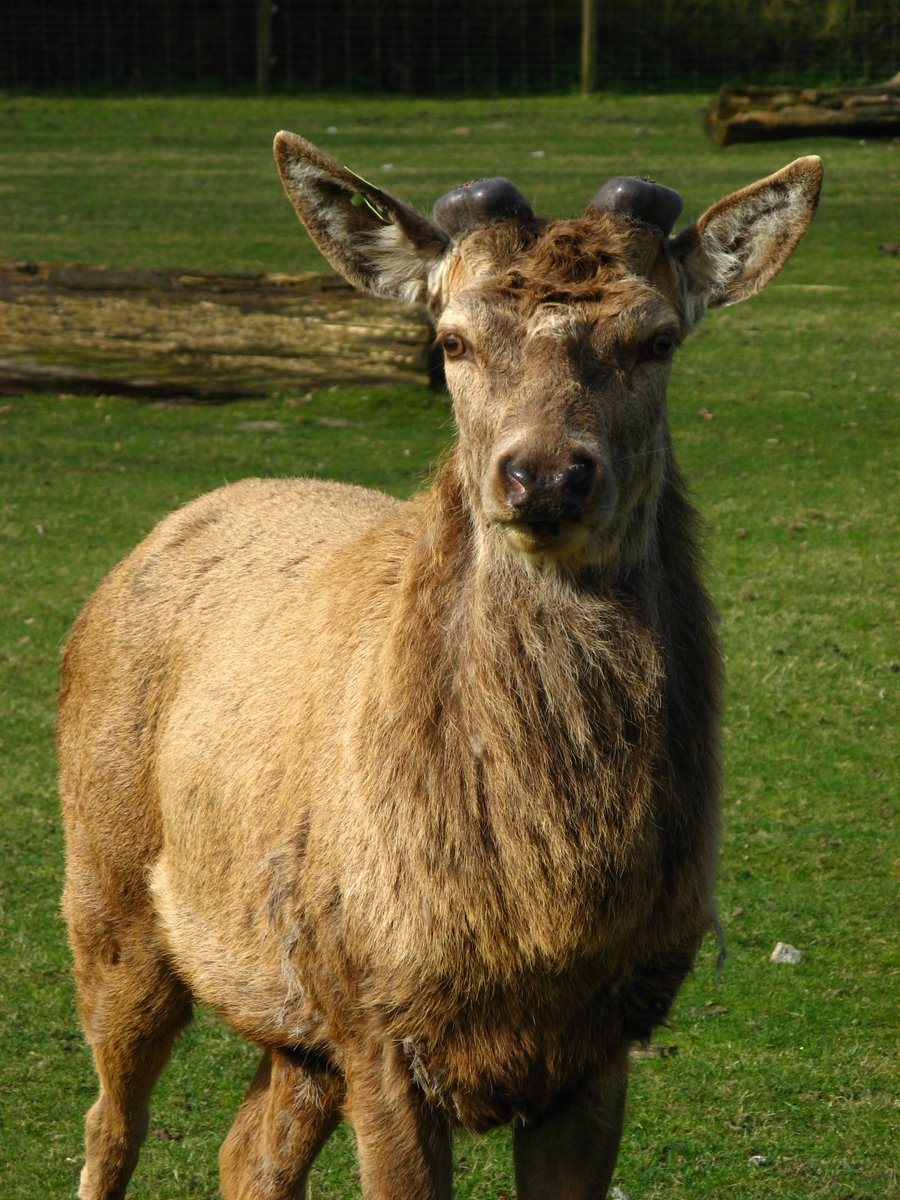
성장기 초기의 말사슴

사슴뿔, 가지뿔, 앤틀러(antler)는 사슴과(Cervidae) 동물에 있는 동물의 머리뼈의 확장된 부분이다. 사슴뿔은 뼈, 연골, 섬유 조직, 피부, 신경, 혈관으로 구성된 단일 구조이다. 순록을 제외하고는 일반적으로 수컷에게서만 발견된다. 사슴뿔은 매년 탈락하고 다시 자라나며 주로 성적 매력의 대상과 무기로 기능한다.

## 어원
사슴뿔의 영단어 antler는 고대 프랑스어 antoillier(현대 프랑스어 "Andouiller" 참조, ant-는 '이전', oeil은 '눈', -ier는 동작이나 상태를 나타내는 접미사)에서 유래했으며, 이는 아마도 미확인 라틴어 *anteocularis, "눈 앞에 있는"(그리고 "가지" 또는 "뿔"이라는 단어에 적용됨)의 어떤 형태에서 온 것으로 보인다.

## 구조와 발달

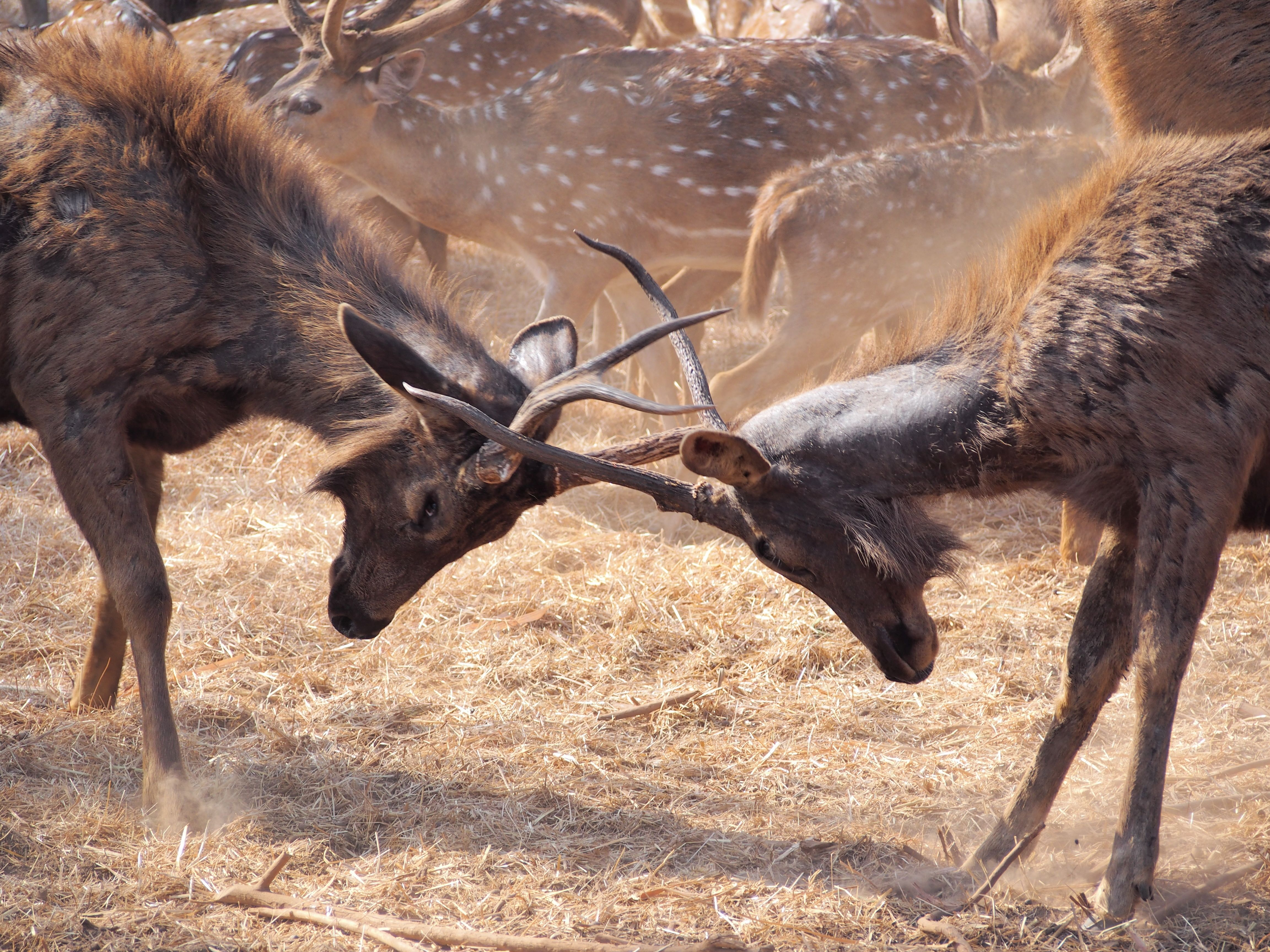
실바사, 인도에서 싸우는 두 마리의 삼바 사슴

사슴뿔은 사슴에게만 고유하게 존재한다. 사슴의 조상들은 엄니(긴 위쪽 송곳니)를 가지고 있었다. 대부분의 종에서 사슴뿔은 엄니를 대체하는 것으로 보인다. 그러나 한 현대 종(고라니)은 엄니가 있고 사슴뿔이 없으며, 문착은 작은 사슴뿔과 엄니를 가지고 있다. 진짜 사슴과가 아닌 사향노루속도 사슴뿔 대신 엄니를 가지고 있다.

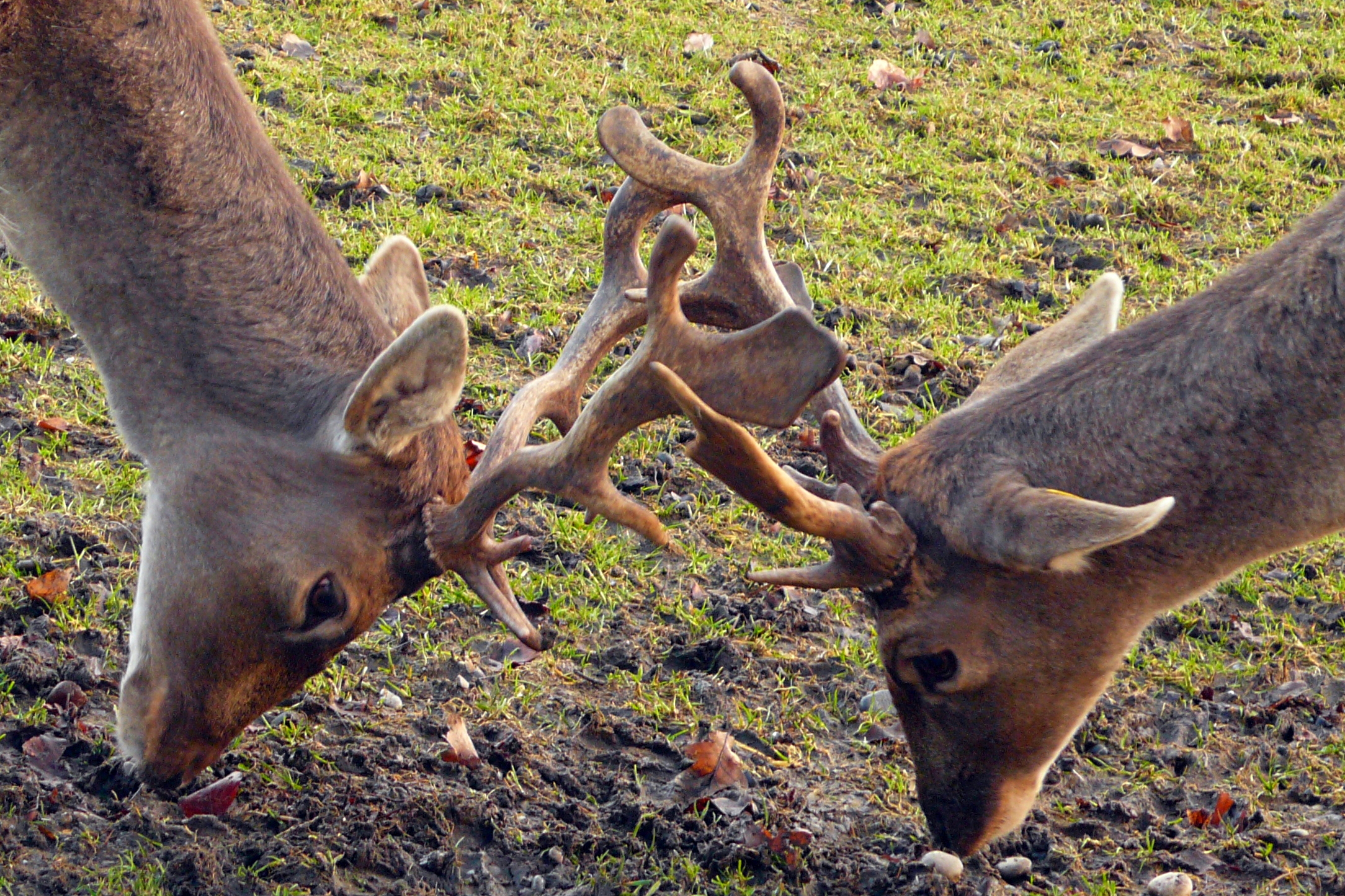
싸우는 수컷 다마사슴속

사슴뿔과는 대조적으로, 가지뿔영양과 양, 염소, 들소, 소와 같은 소과 동물에게서 발견되는 뿔은 일반적으로 탈락하지 않는 두 부분으로 된 구조이다. 뿔의 뼈 내부는 케라틴 (인간의 손톱과 발톱과 같은 재료)로 만들어진 외부 외피로 덮여 있다.
사슴뿔은 보통 수컷에게서만 발견된다. 암컷에게 사슴뿔이 있는 것은 순록(북아메리카에서는 카리부로 알려짐)뿐이며, 이들의 뿔은 보통 수컷의 뿔보다 작다. 그럼에도 불구하고 다른 사슴 종의 생식능력 있는 암컷 사슴은 때때로 사슴뿔을 생산할 수 있는데, 이는 주로 테스토스테론 수치 증가 때문이다. 가지뿔영양(사슴과가 아니라 가지뿔영양과임)의 "뿔"은 사슴뿔의 일부 기준을 충족하지만, 케라틴을 포함하고 있기 때문에 진정한 사슴뿔로 간주되지 않는다.

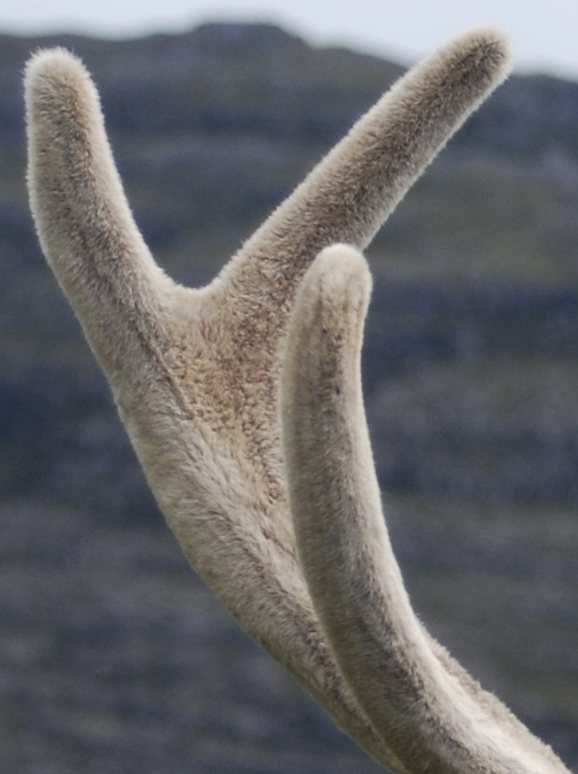
말사슴 수사슴의 사슴뿔. 녹용은 자라는 사슴뿔을 덮고 있으며, 산소와 영양분을 공급하는 혈류를 제공한다.

각각의 사슴뿔은 두개골의 부착점인 페디클(pedicle)에서 자라난다. 사슴뿔이 자라는 동안, 녹용이라고 불리는 고도로 혈관이 풍부한 피부로 덮여 있으며, 이는 자라는 뼈에 산소와 영양분을 공급한다. 사슴뿔은 동물계에서 가장 과장된 수컷의 이차 성징 중 하나로 간주되며, 다른 포유류의 뼈보다 빠르게 성장한다. 성장은 끝에서 이루어지며, 처음에는 연골이었다가 나중에 뼈 조직으로 대체된다. 사슴뿔이 완전히 자라면 녹용이 떨어져 나가고 사슴뿔의 뼈는 죽는다. 이 죽은 뼈 구조가 성숙한 사슴뿔이다. 대부분의 경우, 밑부분의 뼈는 파골세포에 의해 파괴되어 사슴뿔이 어느 시점에 떨어진다. 빠른 성장 속도 때문에 사슴뿔은 매년 사슴이 사슴뿔을 다시 자라게 하는 데 엄청난 영양 요구가 있어 불리한 점으로 간주되며, 따라서 신진대사 효율성과 먹이 획득 능력에 대한 정직한 신호가 될 수 있다.

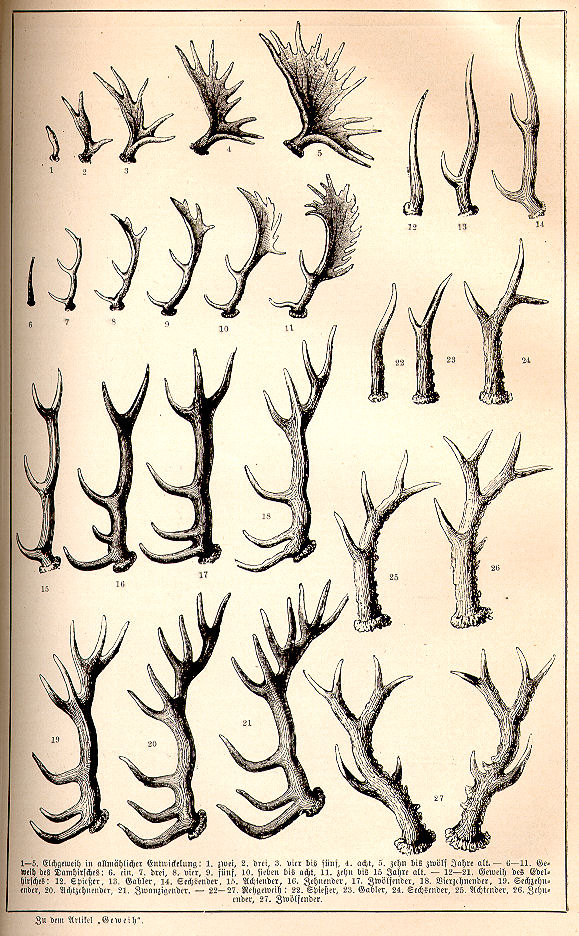
1891년 삽화, 유럽의 다양한 사냥 종에서 매년 증가하는 사슴뿔 크기

대부분의 북극 및 온대 지역 종에서 사슴뿔의 성장과 탈락은 매년 이루어지며, 이는 낮의 길이에 의해 조절된다. 사슴뿔은 매년 다시 자라지만, 많은 종에서 그 크기는 동물의 나이에 따라 다르며, 최대 크기에 도달하기까지 몇 년 동안 매년 증가한다. 열대 종에서는 사슴뿔이 일년 중 언제든지 떨어질 수 있으며, 삼바사슴과 같은 일부 종에서는 여러 요인에 따라 일년 중 다른 시기에 사슴뿔이 떨어진다. 일부 적도 지역 사슴은 사슴뿔을 전혀 떨어뜨리지 않는다.
2019년 사이언스지에 발표된 연구에 따르면 사슴뿔 형성에 활성화되는 8개의 유전자가 확인되었는데, 이들은 일반적으로 골육종과 같은 골암과 관련이 있다. 추가적으로 종양 억제 및 종양 성장 억제 유전자가 사슴뿔 성장을 조절하는 역할을 하는 것으로 밝혀졌다. 이는 사슴뿔 형성이 정상적인 뼈 발달보다는 고도로 조절되는 암 성장 형태에 더 가깝다는 것을 시사한다.
사슴뿔은 수컷 간의 경쟁에서 무기로서, 그리고 암컷을 위한 성적 장식물로서 기능한다. 성숙한 사슴뿔은 싸움 중에 더 이상 살아있지 않기 때문에, 경쟁 후에는 사슴뿔 골절이 수리될 수 없다. 2019년 연구는 사슴뿔의 주기적인 탈락과 재생이 매년 완전한 사슴뿔 세트를 전시할 수 있도록 진화했을 것이라는 가설을 세웠다. 수컷 사슴의 사슴뿔 재생은 매 번의 짝짓기 계절이 새로운 시작을 보장하며, 개체 내에서 재생 주기마다 가지의 크기와 복잡성이 증가한다.

## 기계적 특성
뼈는 일반적으로 동물의 몸에서 다른 어떤 부분보다 큰 하중 지지 능력을 가진 구조적 목적을 수행한다. 뼈는 일반적으로 전반적인 기능에 더 잘 맞도록 모양과 특성이 다르다. 사슴뿔은 구조적이지 않으며 일반적으로 대퇴골과 같은 구조적인 뼈와 비교했을 때 다른 특성을 가진다.
사슴뿔은 뼈로 분류되지만, 인간의 뼈나 소의 뼈와는 몇 가지 점에서 다르다. 뼈는 주로 아교질과 수산화인회석으로 이루어진 것으로 특징지어진다. 사슴뿔은 다른 뼈 조직에 비해 무기물 함량이 현저히 낮지만, 아교질 함량은 높다. 이로 인해 사슴뿔은 인간의 피질골에 비해 항복 강도와 뻣뻣함은 낮지만 파괴 인성은 더 높다. 무기물 함량은 종마다 다르며, 먹이 가용성에도 영향을 받는다. 최근 연구에서는 무기물 함량 증가가 뻣뻣함의 증가와 파괴 인성의 감소와 관련이 있는 것으로 밝혀졌다.
또한, 뼈는 계층적 구조로 인해 고도로 비등방성이다. 따라서 기계적 특성은 시험 조건 및 방향에 크게 의존한다. 사슴뿔은 원통형 모양이기 때문에 세 가지 다른 방향으로 굽힘 시험을 할 수 있다. 이러한 방향에서 굽힘 시험을 수행한 결과 다른 기계적 특성이 나타났다. 사슴뿔 뼈 샘플을 가로 방향으로 취했을 때, 탄성률은 8.92-10.02 GPa로 보고되었다. 세로 및 방사형 방향의 경우, 탄성률은 각각 7.19-8.23 GPa 및 4.01-4.27 GPa였다. 가로 방향은 전반적으로 더 높은 기계적 특성을 가진 더 강한 방향으로 나타났다. 가로 방향의 최종 인장 강도 262.96-274.38 MPa는 세로 및 방사형 방향의 46.91-48.55 MPa 및 41.75-43.67 MPa 값과 비교했을 때 통계적으로 유의미했다.
사슴뿔 뼈의 인장 시험도 소 대퇴골 결과와 비교하기 위해 수행되었다. 사슴뿔 샘플은 다른 연구에서와 마찬가지로 건조 및 습한 조건에서 시험되었다. 샘플의 습도는 평균 최대 변형률에 차이를 가져왔다: 건조 시 1.46%, 습한 시 2.2%. 또한, 건조, 습한 및 소 샘플의 최종 인장 강도도 차이를 보였다: 건조 시 188 MPa, 습한 시 108 MPa, 소 샘플의 경우 99.2 MPa. 유사하게, 건조 샘플의 탄성률은 17.1 GPa, 습한 샘플은 7.5 GPa, 소 대퇴골은 17.7 GPa였다. 이러한 탄성률의 차이는 소 대퇴골과 사슴뿔의 기능 차이 때문이다. 소 대퇴골은 동물의 몸을 지탱하며 더 큰 응력을 견뎌야 하는 반면, 사슴뿔은 성 선택 및 경쟁에 사용된다.

## 기능

### 성 선택
사슴뿔의 주요 진화 수단은 성 선택이며, 이는 두 가지 메커니즘을 통해 작동한다: 수컷 간 경쟁(행동적, 생리적)과 암컷의 짝 선택. 수컷 간 경쟁은 두 가지 형태로 나타날 수 있다. 첫째, 수컷은 사슴뿔을 무기로 사용하여 짝에게 접근하기 위해 행동적으로 경쟁할 수 있다. 둘째, 수컷은 사슴뿔을 사용하여 자신의 힘과 번식 경쟁력을 과시하여 짝에게 접근하기 위해 생리적으로 경쟁할 수 있다. 가장 큰 사슴뿔을 가진 수컷은 경쟁력, 지배력, 높은 표현형 특성 때문에 짝을 얻고 가장 높은 수정 성공을 거둘 가능성이 높다. 이것이 수컷 간의 싸움이나 과시의 결과인지, 아니면 암컷의 선택성 때문인지는 사슴뿔의 모양, 크기, 기능이 종마다 다르기 때문에 종에 따라 다르다.

### 유전성과 번식 이점
사슴뿔 크기가 붉은 사슴의 짝 선택에 영향을 미치며 유전적 요소가 있다는 증거가 있다. 그럼에도 불구하고 30년간의 연구에서는 붉은 사슴 개체군에서 사슴뿔 크기의 중간값에 변화가 없음을 보여주었다. 이러한 반응 부족은 환경적 공분산으로 설명될 수 있는데, 이는 평생 번식 성공이 사슴뿔 크기와 표현형적으로 상관관계가 있지만 사슴뿔 성장과의 유전적 상관관계는 없는 측정되지 않은 특성에 의해 결정된다는 의미이다. 또는, 이러한 반응 부족은 이형접합성과 사슴뿔 크기 간의 관계로 설명될 수 있는데, 이는 MHC 좌위를 포함한 여러 좌위에서 이형접합성인 수컷이 더 큰 사슴뿔을 가진다는 것을 의미한다. 이형접합성에 의존하는 특성의 진화적 반응은 가법적 유전 구성 요소에 의존하는 특성보다 느리므로 진화적 변화가 예상보다 느리다. 세 번째 가능성은 더 큰 사슴뿔을 갖는 비용(예: 자원 사용 및 이동성 손상)이 짝을 유인하는 이점을 상쇄하기에 충분한 선택 압력을 가하여 개체군에서 사슴뿔 크기를 안정화시킨다는 것이다.

### 포식으로부터의 보호
사슴뿔이 짝짓기를 위한 수컷-수컷 경쟁에서만 기능한다면, 가장 좋은 진화 전략은 사슴뿔을 발정기 직후에 바로 떨어뜨리는 것일 것이다. 이는 수컷을 무거운 짐에서 해방시키고 더 큰 새로운 뿔을 다시 자라게 할 시간을 더 많이 주기 위함이다. 그러나 사슴뿔은 일반적으로 겨울 내내 봄까지 유지된다. 이는 사슴뿔이 다른 용도를 가지고 있음을 시사한다. 옐로스톤 국립공원의 회색늑대는 사슴뿔이 없는 수컷 와피티사슴 개체나 적어도 한 마리의 수컷이 사슴뿔이 없는 와피티사슴 무리를 3.6배 더 공격할 가능성이 높다. 늑대에 의해 죽은 수컷 와피티사슴의 절반은 사슴뿔이 없었는데, 이는 모든 수컷의 4분의 1만이 사슴뿔을 떨어뜨린 시기였다. 이러한 발견은 사슴뿔이 포식자를 저지하는 보조 기능을 가지고 있음을 시사한다.

### 순록 암컷의 사슴뿔

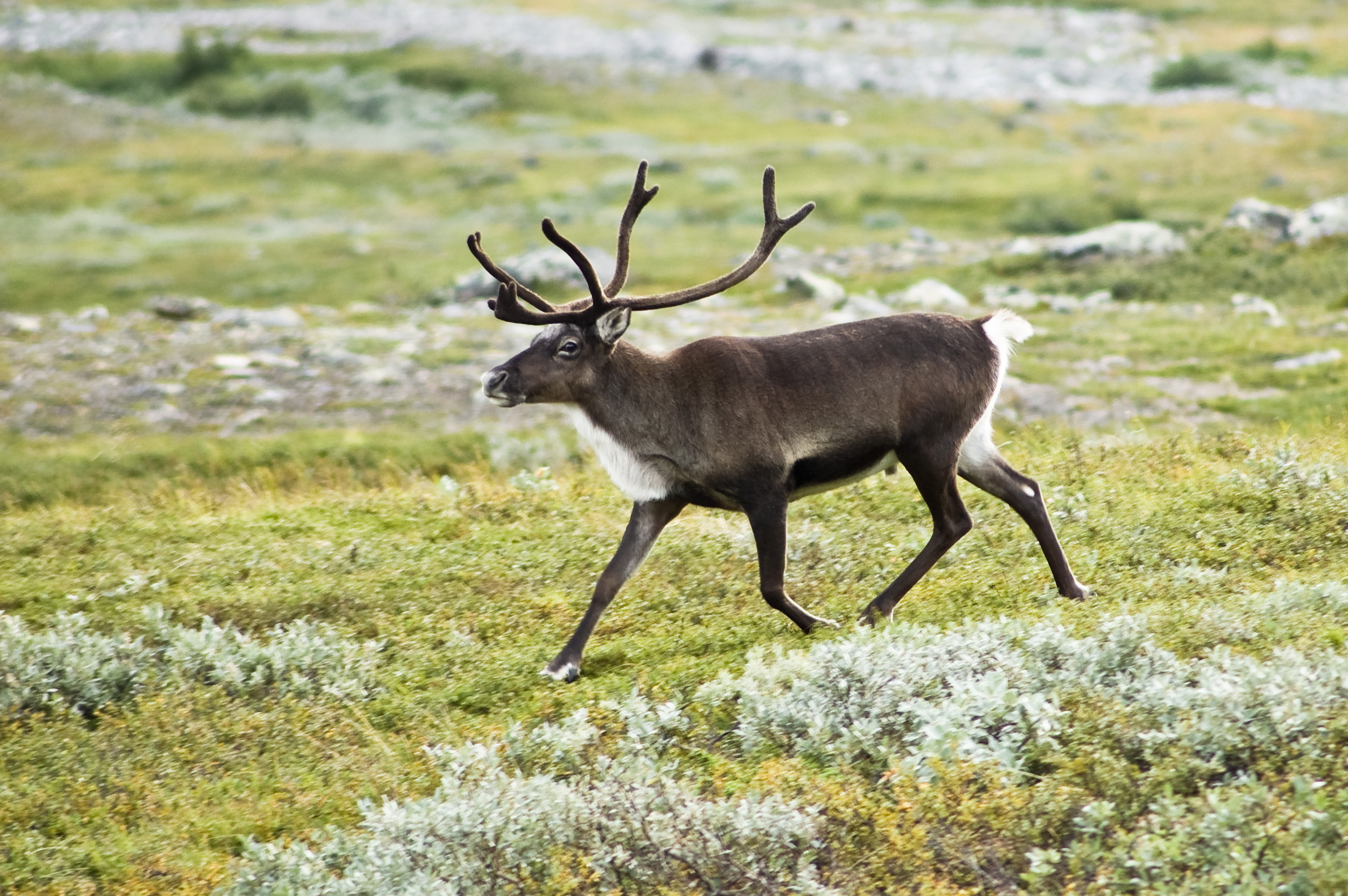
스웨덴 케브네카이세 계곡의 순록

순록 (Rangifer tarandus)은 지구의 북극과 아북극 지역에 서식하는 유일한 사슴 종이지만, 가장 두드러진 특징은 출생 후 보행돌기(pedicle)와 암수 모두에게 사슴뿔이 있다는 점이다. 이 종의 암컷에게 사슴뿔이 진화한 한 가지 가능한 이유는 눈을 치워 그 아래의 식물을 먹기 위함이다. 또 다른 가능한 이유는 겨울철 먹이 찾기 중 암컷 간 경쟁을 위함이다. 에스마크(1964)는 암컷에게 사슴뿔이 있는 것이 위계 질서와 관련이 있으며, 혹독한 겨울 조건과 암컷이 지배적인 양육 투자 때문이라고 관찰했다. 수컷은 겨울이 오기 전에 사슴뿔을 떨어뜨리는 반면, 암컷은 겨울 내내 사슴뿔을 유지한다. 또한, 암컷의 사슴뿔 크기는 사춘기 시작 시점인 3세경에 정체되는 반면, 수컷의 사슴뿔 크기는 평생 동안 증가한다. 이는 암컷은 번식에서 자원이 제한되어 값비싼 사슴뿔을 감당할 수 없는 반면, 수컷의 번식 성공은 사슴뿔의 크기에 달려 있기 때문에 방향성 성 선택을 받기 때문이다. 다른 사슴 종에서 암컷에게 사슴뿔이 있는 것은 어느 정도의 간성 상태를 나타내는데, 그 빈도는 1.5%에서 0.02%까지 다양하게 나타났다.

### 청각 안테나

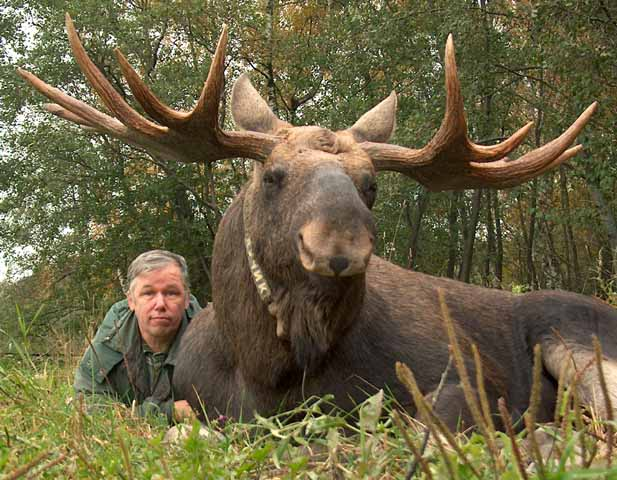
코스트로마 무스 농장에서 길들여지고 있는 6살 말코손바닥사슴

말코손바닥사슴의 사슴뿔은 커다란 보청기 역할을 할 수 있다. 크고 고도로 조절 가능한 외이 덕분에 말코손바닥사슴은 매우 민감한 청력을 가지고 있다. 사슴뿔을 가진 말코손손바닥사슴은 없는 말코손바닥사슴보다 더 민감한 청력을 가지며, 인공 귀를 이용한 트로피 사슴뿔 연구는 크고 납작한(손바닥 모양의) 사슴뿔이 포물선형 반사경처럼 행동한다는 것을 확인했다.

## 다양화
사슴뿔, 몸 크기, 엄니의 다양화는 서식지와 행동(싸움 및 짝짓기)의 변화에 크게 영향을 받았다.

### 노루아과

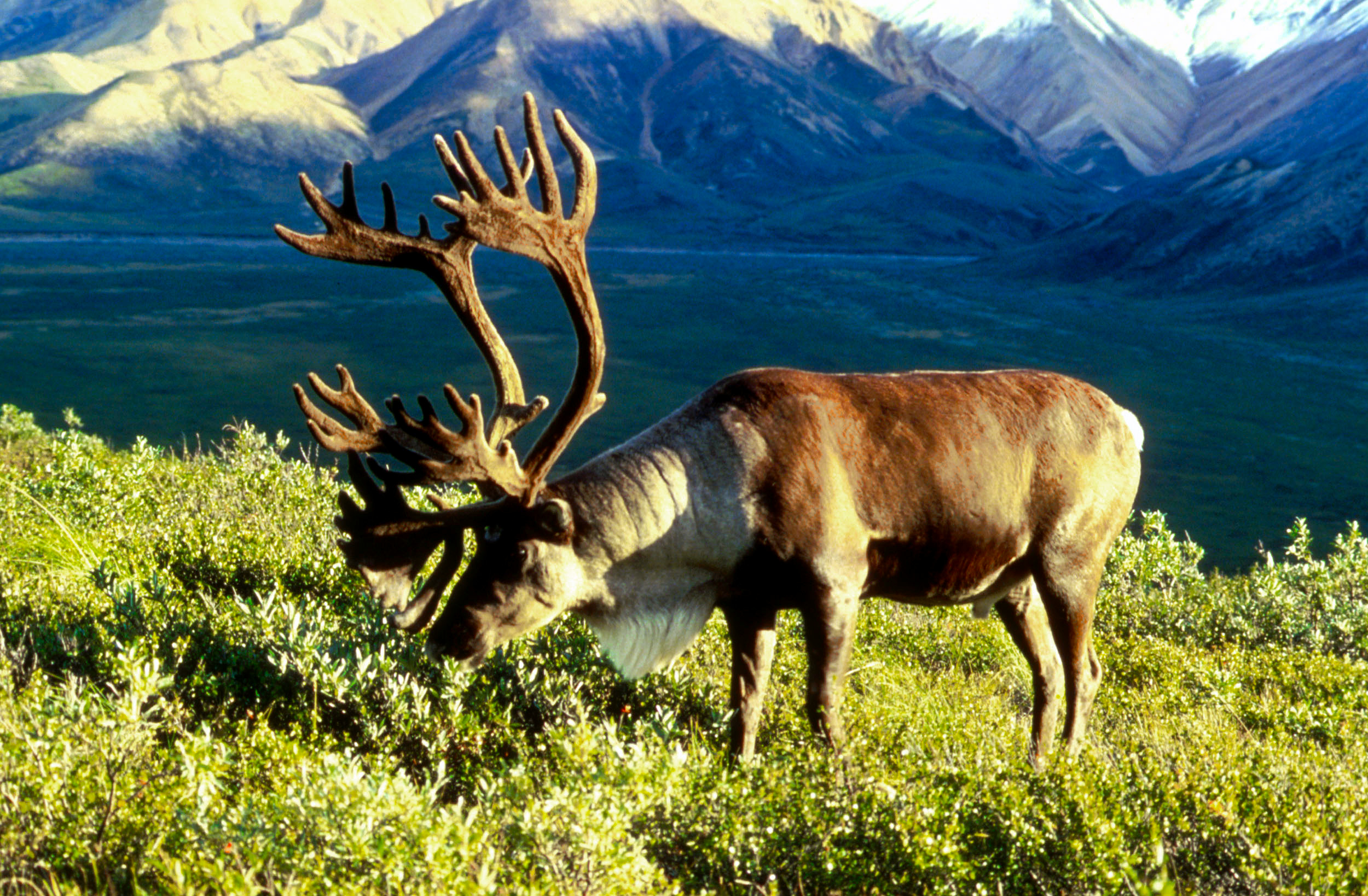
포큐파인 순록
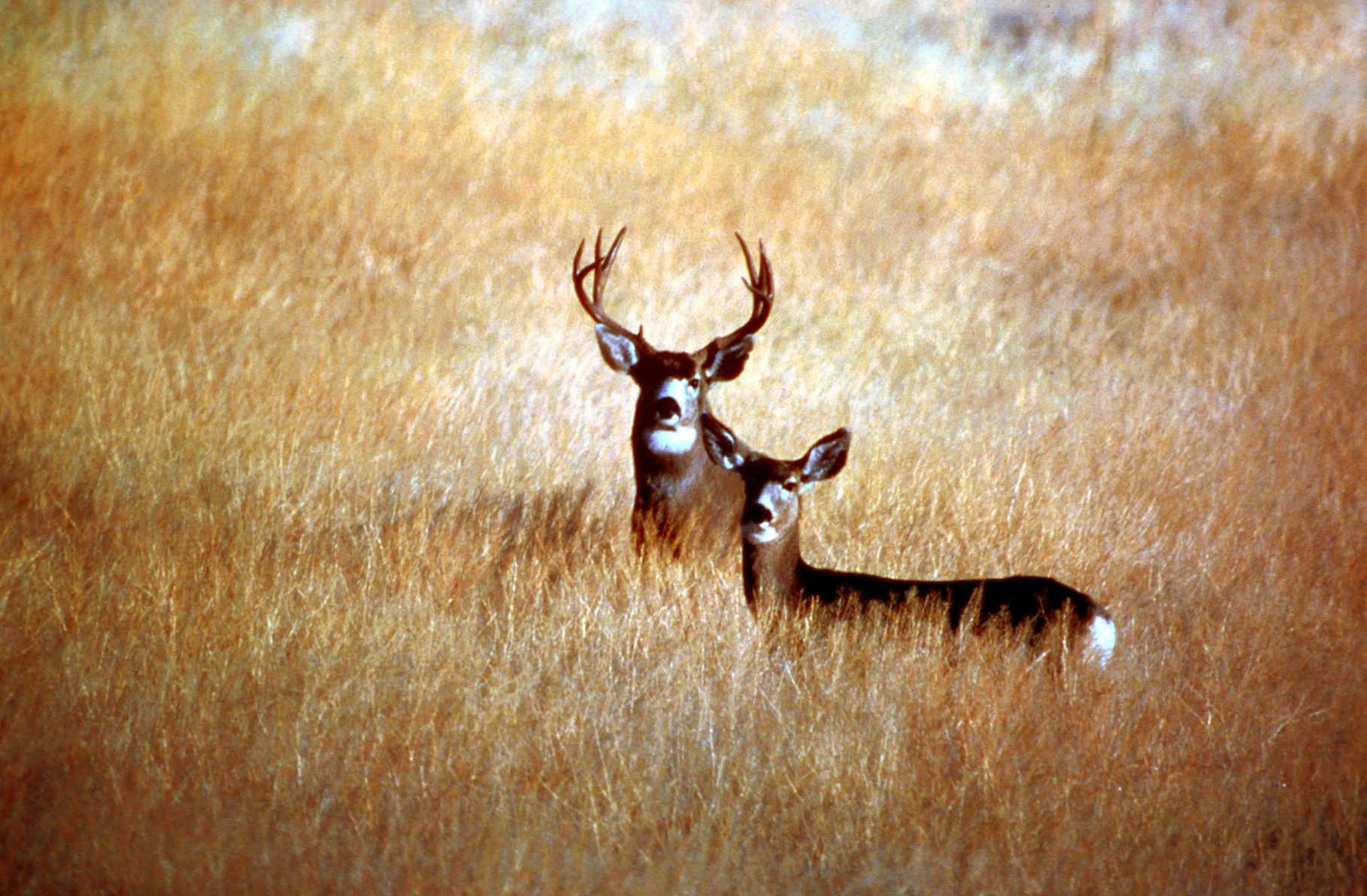
비교적 큰 사슴뿔을 가진 노새사슴
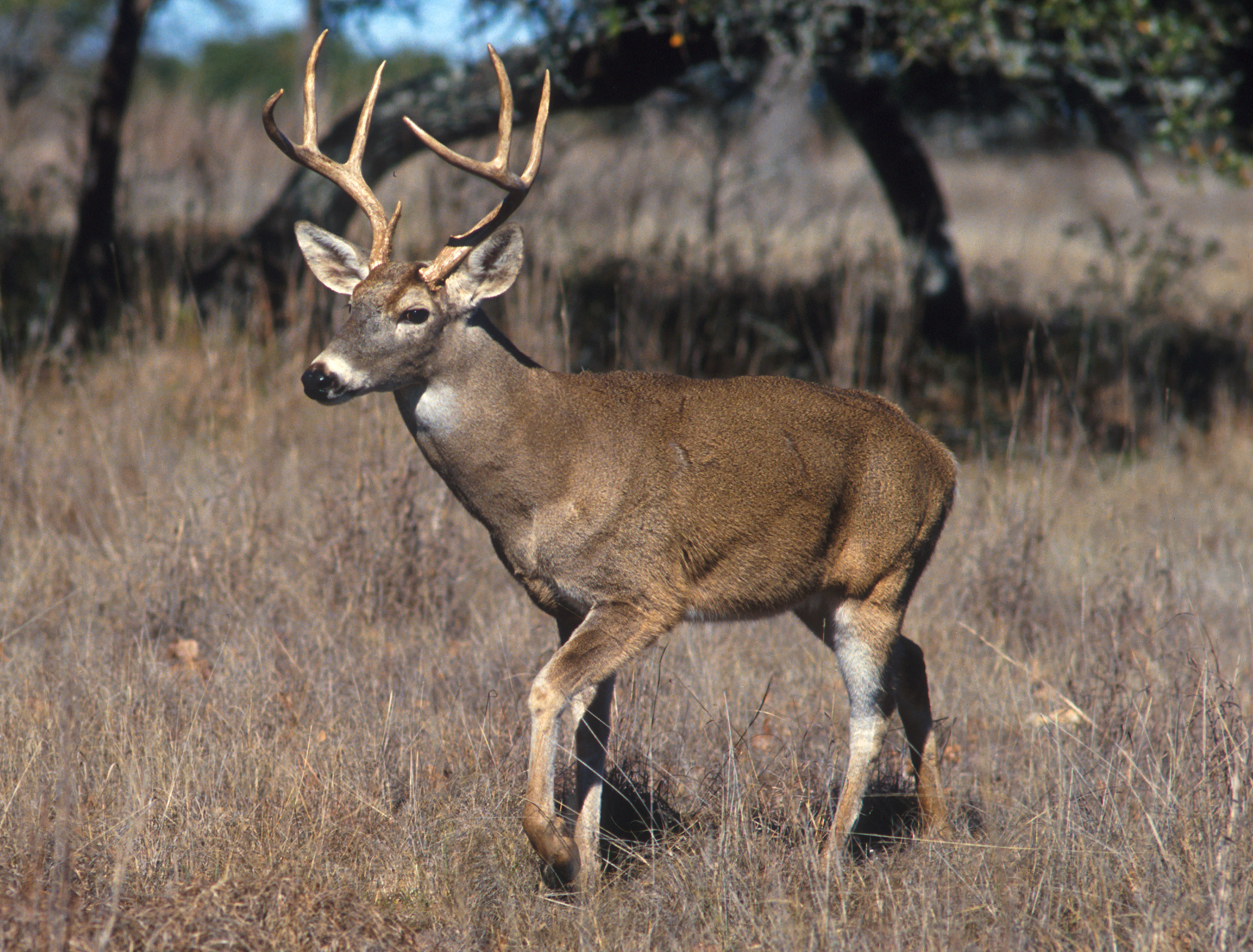
흰꼬리사슴
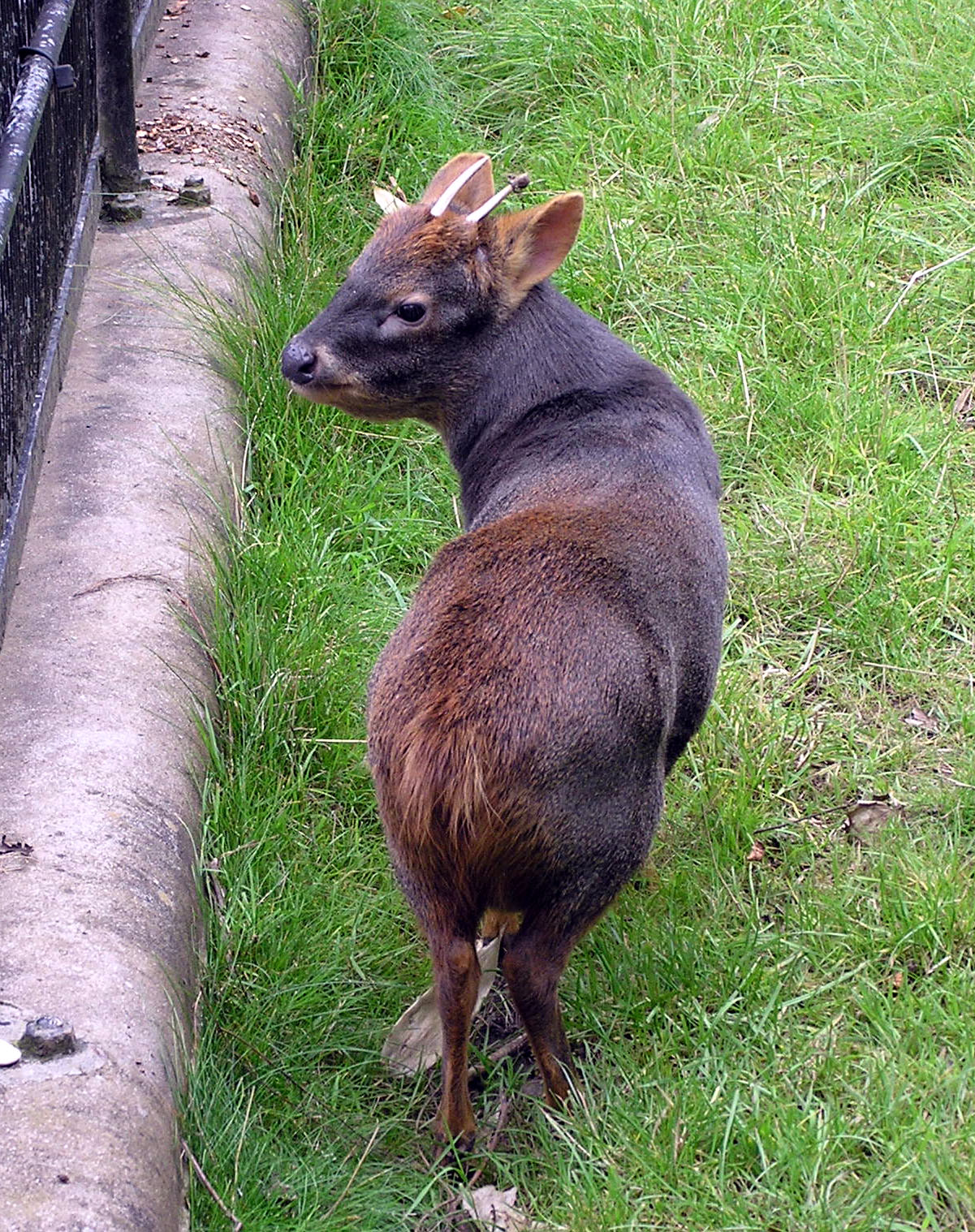
푸두
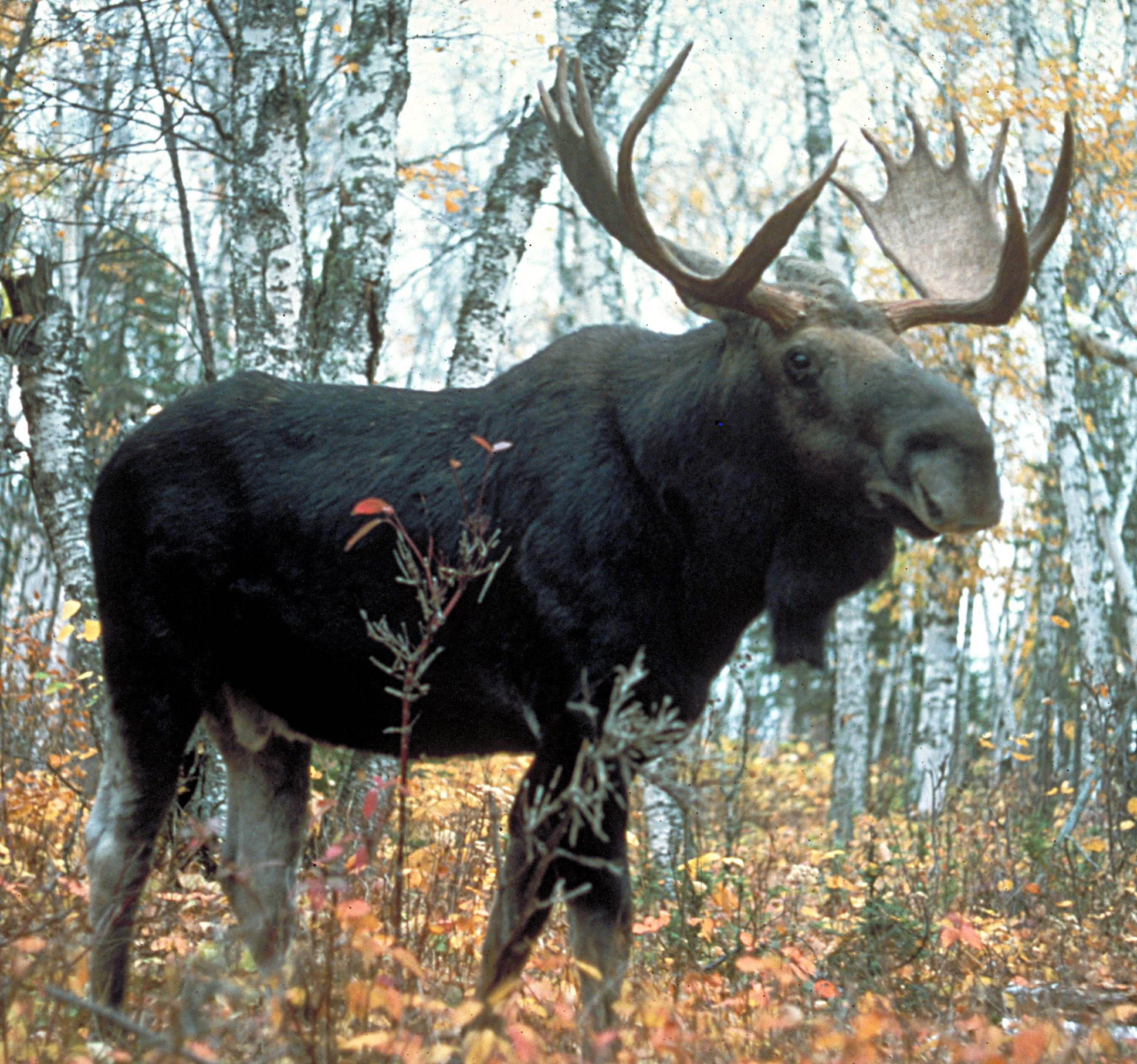
말코손바닥사슴

### 사슴아과

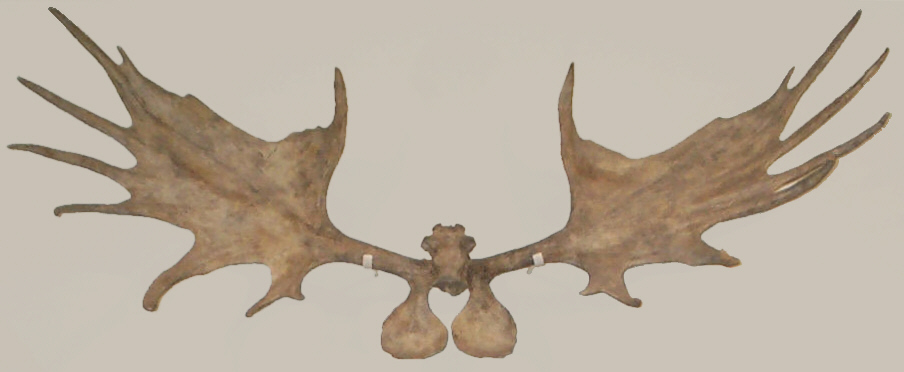
큰뿔사슴, 절멸종
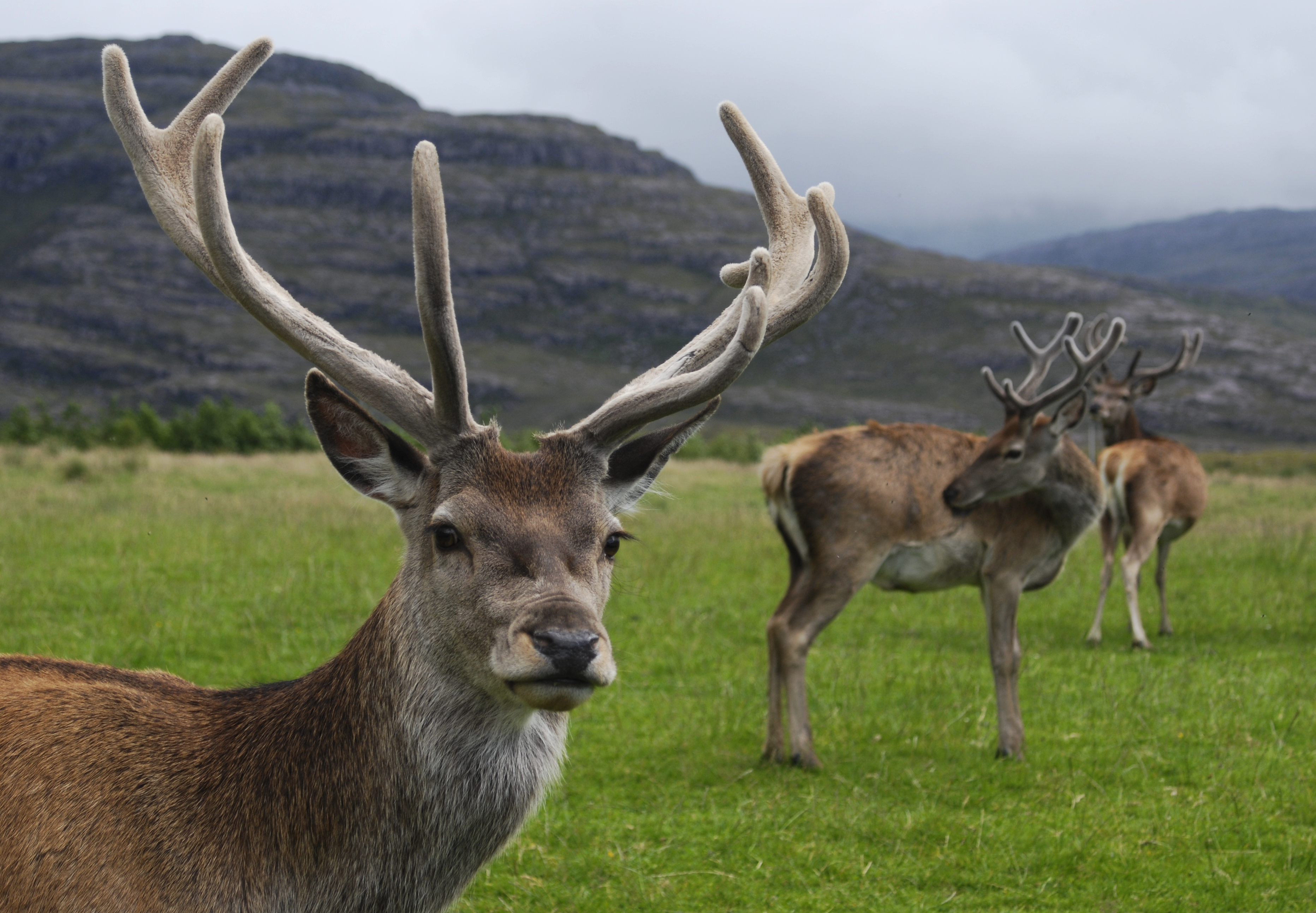
녹용이 있는 어린 말사슴
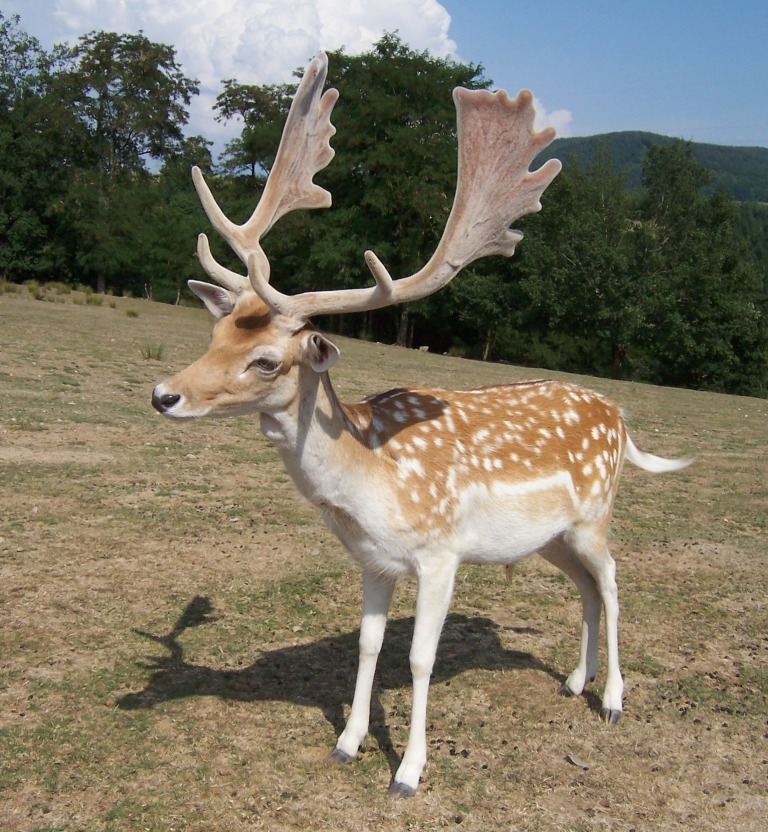
다마사슴
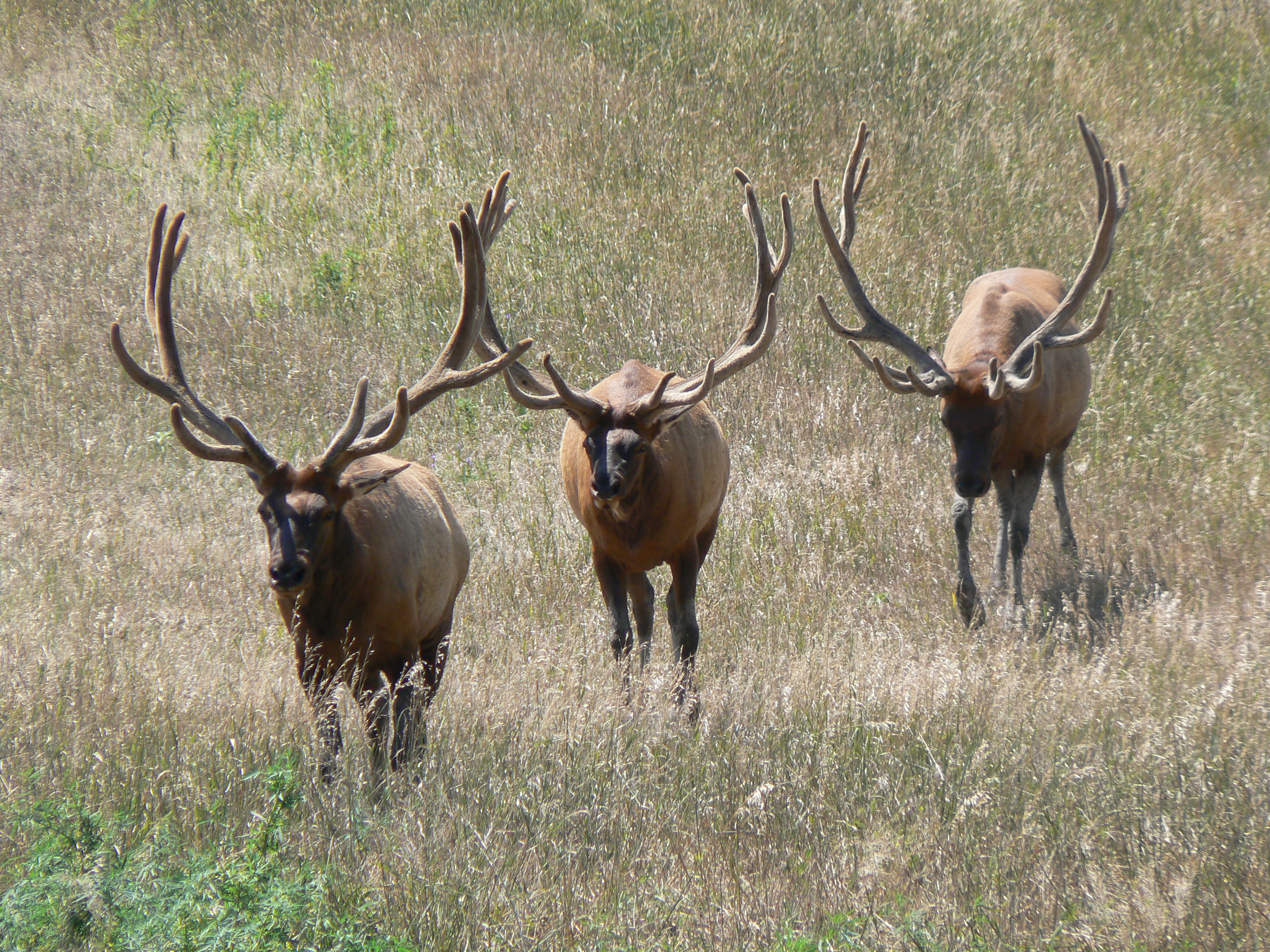
아메리카 와피티사슴, 또는 와피티
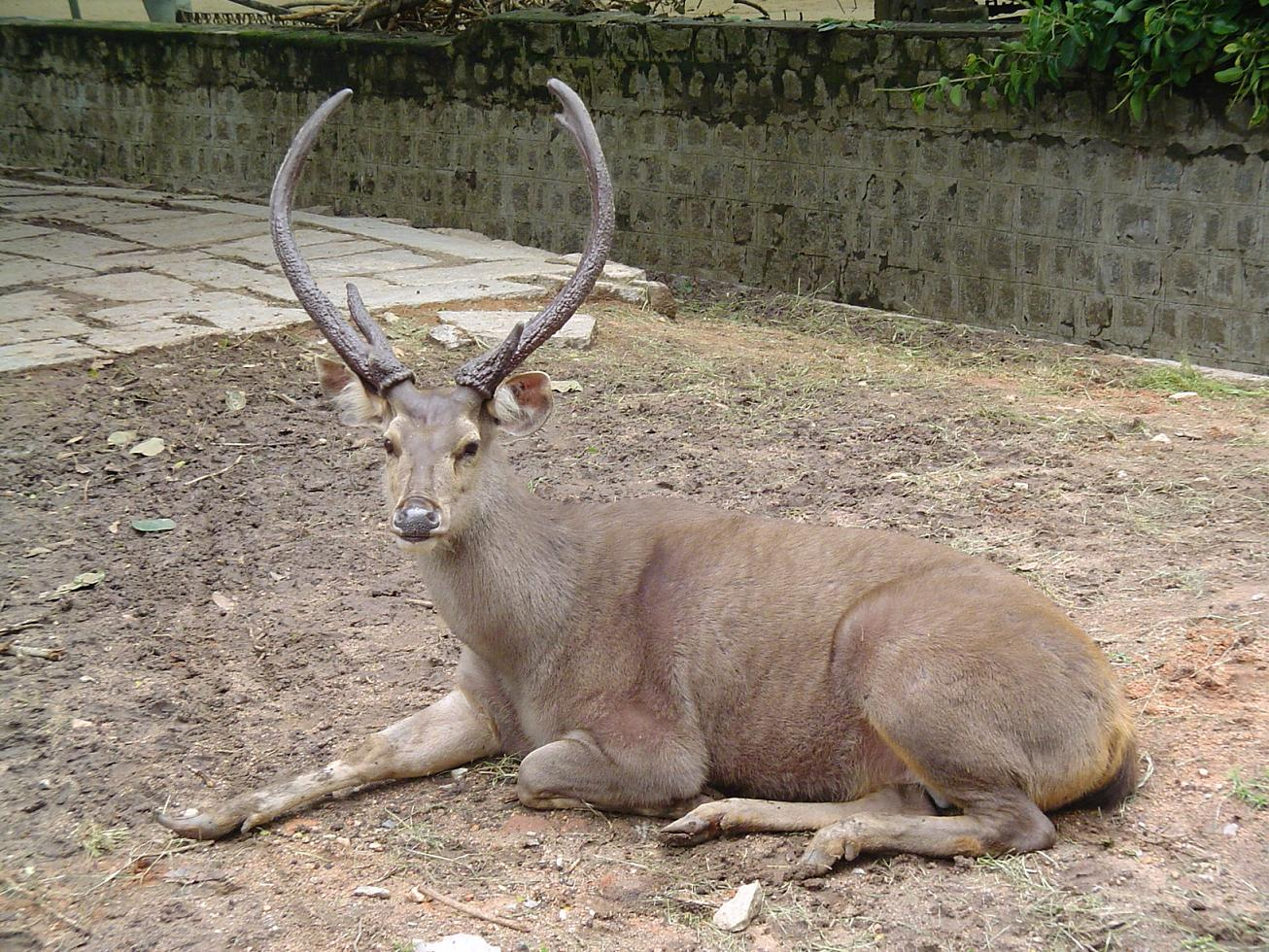
두껍고 가지가 갈라진 사슴뿔을 가진 삼바사슴.
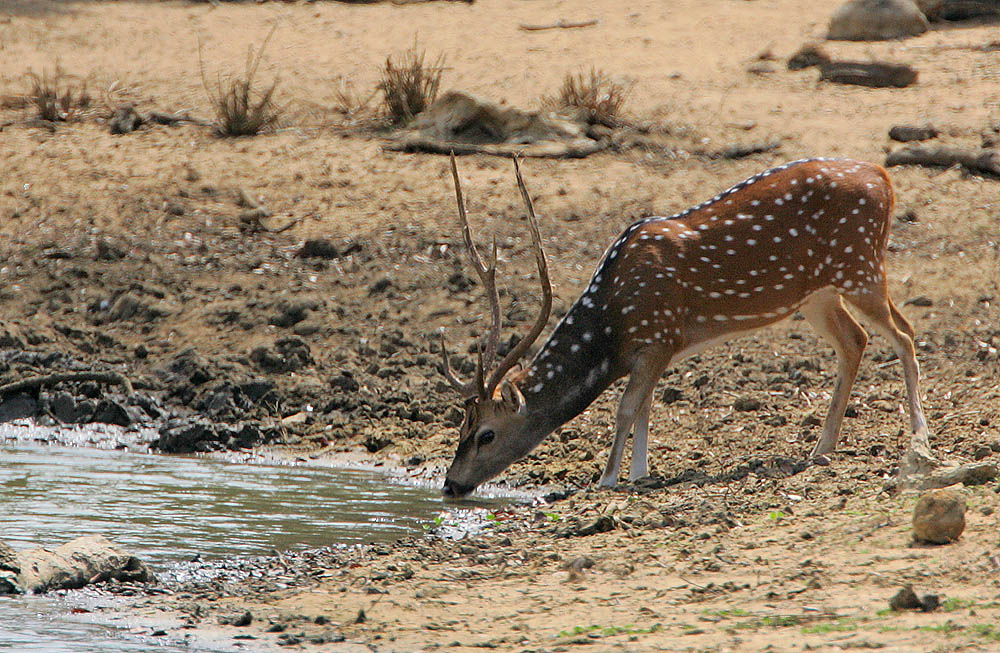
액시스사슴

## 분지동원성과 진화

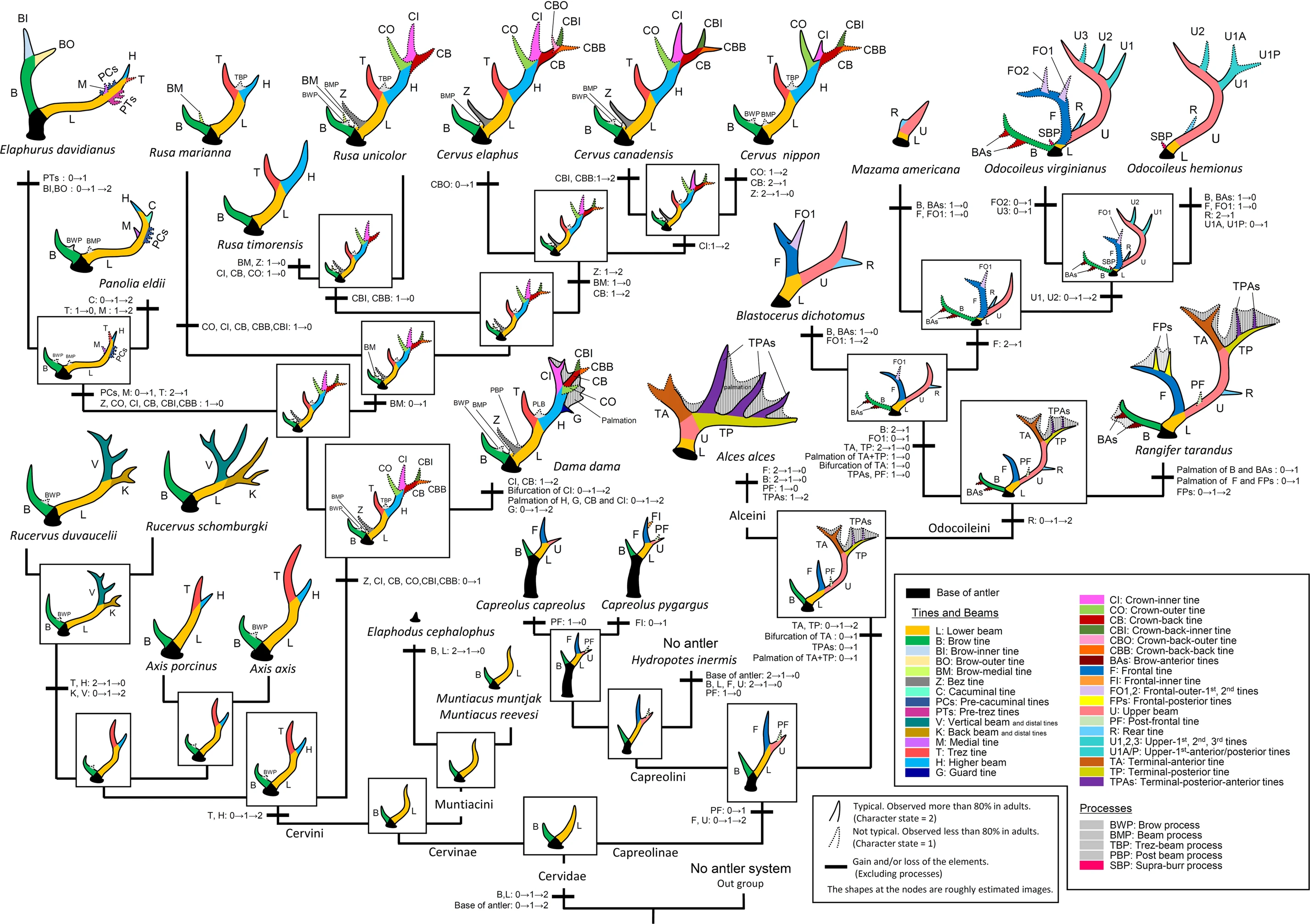
사슴뿔 계통 발생학

사슴뿔은 사슴 계통에서 한 번 발생했다. 발견된 가장 오래된 사슴뿔 화석은 약 1,700만 년 전인 마이오세 초기로 거슬러 올라간다. 이 초기 사슴뿔은 작았고 두 개의 가지밖에 없었다. 사슴뿔이 진화하면서 길어지고 많은 가지를 얻어 더욱 복잡해졌다. 분지동원성은 1900년대부터 논의되어 왔으며 사슴과(Cervidae)의 진화 역사에 대한 훌륭한 통찰력을 제공했다.
최근에 사슴뿔의 가지 구조를 설명하는 새로운 방법이 개발되었다. 이는 성장으로 인해 사슴뿔 표면에 형성되는 사슴뿔 홈을 사용하고, 버 원주에 가지 구조를 투영하여 다이어그램을 만드는 것이다. 다이어그램에서 종 간의 위치 순서를 비교함으로써 동일한 위치의 가지는 동원성임을 알 수 있다. 이 연구는 노루아과(Capreolinae)와 사슴아과(Cervini)의 세 가지 구조가 동형적(homoplasious)이며, 그들의 하위 분지는 공유파생형(synapomorphous) 가지를 얻었음을 밝혀냈다.

## 다른 종에 의한 활용

### 생태학적 역할
버려진 사슴뿔은 칼슘, 인 및 기타 미네랄의 공급원이 되며, 다람쥐, 호저, 토끼, 쥐와 같은 작은 동물들이 종종 갉아먹는다. 이는 토양에 이러한 미네랄이 부족한 지역에 서식하는 동물들 사이에서 더 흔하다. 다람쥐가 서식하는 참나무 숲에서 떨어진 사슴뿔은 다람쥐에 의해 빠르게 갉아먹힌다.

### 트로피 사냥
사슴뿔 머리는 트로피로 소중히 여겨지며, 더 큰 뿔은 더 높은 가치를 지닌다. 크기 기록을 보관한 최초의 조직은 20세기 초 런던의 박제 회사인 롤랜드 워드(Rowland Ward)였다. 한동안 총 길이 또는 폭만 기록되었다. 20세기 중반, 분 앤 크로켓 클럽(Boone and Crockett Club)과 사파리 클럽 국제(Safari Club International)는 다양한 치수와 가지 또는 뿔의 수를 기반으로 복잡한 채점 시스템을 개발했으며, 고득점 사슴뿔에 대한 광범위한 기록을 보관한다. 농장에서 사냥을 위해 사육되는 사슴은 사슴뿔 크기를 기준으로 선발된다.
사냥꾼들은 사슴뿔 부분을 빔(beam), 팜(palm), 브로우(brow), 베즈 또는 베이(bez or bay), 트레즈 또는 트레이(trez or tray), 로얄(royal), 서로얄(surroyal)이라고 부른다. 이는 각각 주축, 납작한 중앙 부분, 첫 번째 가지, 두 번째 가지, 세 번째 가지, 네 번째 가지, 그리고 다섯 번째 또는 그 이상의 가지를 의미한다. 두 번째 가지는 어드밴서(advancer)라고도 불린다.
영국의 요크셔에서는 그곳에서 생산되는 큰 사슴뿔 때문에 노루 사냥이 특히 인기가 많다. 이는 요크셔의 높은 석회암 함량 때문이다. 석회암은 칼슘 함량이 높아 사슴에게 섭취되어 사슴뿔 성장을 돕는다.

### 탈락한 사슴뿔 사냥
떨어진 사슴뿔 또는 "떨어진 뿔"을 수집하는 것은 "떨어진 뿔 사냥" 또는 "뼈 수집"이라고 불리는 열정적인 행위를 하는 사람들을 매료시킨다. 미국에서는 12월 중순부터 2월 중순까지를 떨어진 뿔 사냥 시즌으로 간주하는데, 이때 사슴, 와피티사슴, 말코손바닥사슴이 뿔을 떨어뜨리기 시작한다. 1991년에 설립된 북미 떨어진 뿔 사냥 클럽(North American Shed Hunting Club)은 이 활동에 참여하는 사람들을 위한 단체이다.
2017년 미국에서 떨어진 뿔은 파운드당 약 10달러에 거래되었으며, 상태가 좋은 더 큰 표본은 더 높은 가격에 팔렸다. 가장 선호되는 사슴뿔은 떨어지자마자 발견된 것들이다. 날씨로 인해 손상되거나 작은 동물들이 갉아먹으면 가치가 떨어진다. 같은 동물에서 나온 짝이 맞는 뿔은 매우 바람직한 발견이지만, 종종 뿔은 따로 떨어지며 몇 마일 떨어져 있을 수도 있다. 일부 떨어진 뿔 사냥 애호가들은 훈련된 개를 사용하여 도움을 받는다. 대부분의 사냥꾼들은 이러한 떨어진 뿔을 찾기 위해 "동물 흔적"(사슴이 자주 다니는 길)을 따르거나, 늦겨울/초봄에 느슨한 사슴뿔을 수집하기 위해 떨어진 뿔 덫을 만든다.
미국 대부분의 주에서는 사냥 동물의 일부 소유 또는 거래에 어느 정도의 규제가 적용되지만, 사슴뿔 거래는 널리 허용된다. 캐나다 국립공원에서는 떨어진 사슴뿔을 제거하는 것이 최대 25,000 캐나다 달러의 벌금에 처해지는 범죄인데, 캐나다 정부는 사슴뿔을 캐나다 국민의 소유이자 그들이 버려지는 생태계의 일부로 간주하기 때문이다.

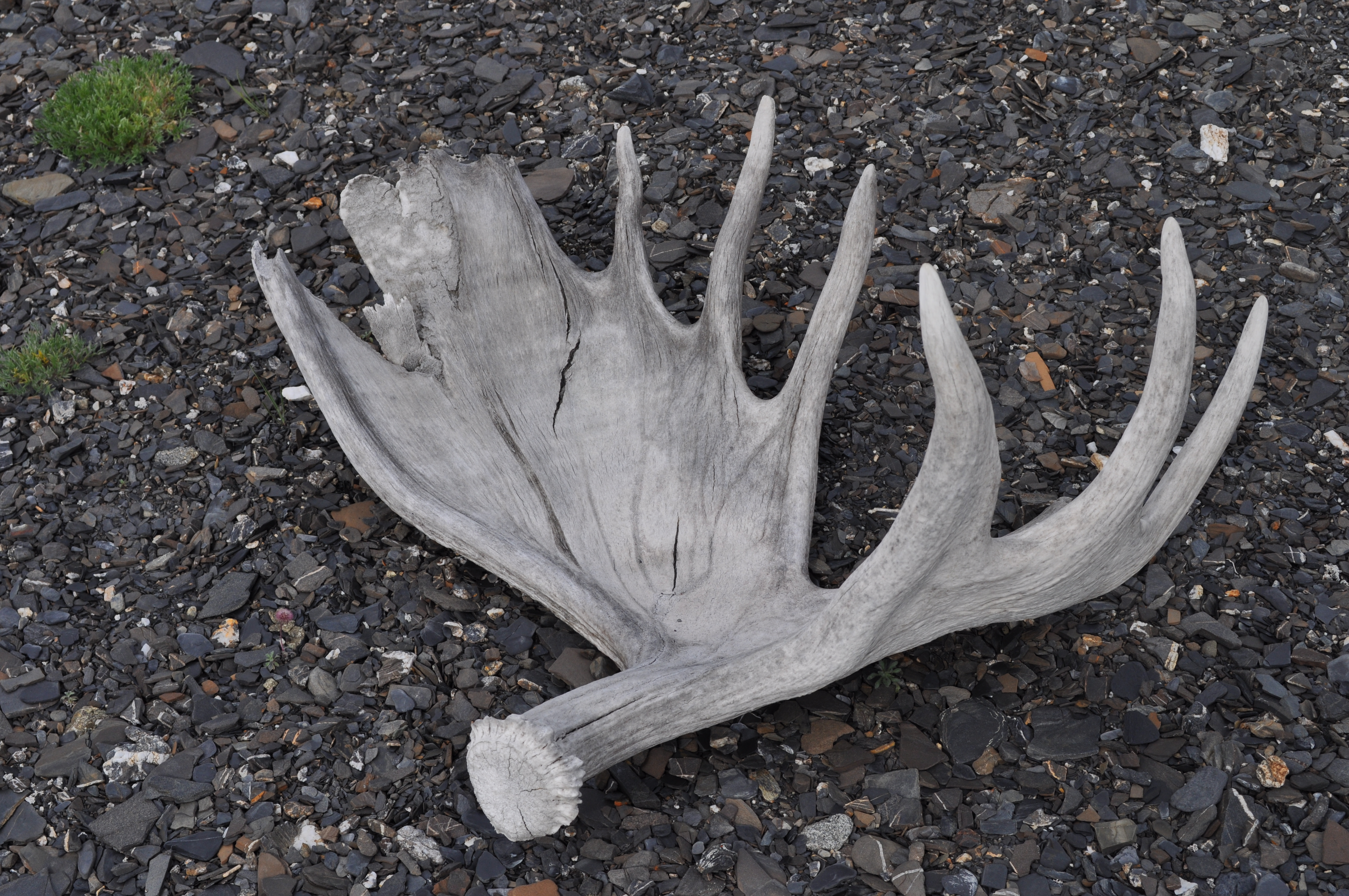
디날리 국립공원, 알래스카주에서 떨어진 말코손바닥사슴 뿔 (2010)
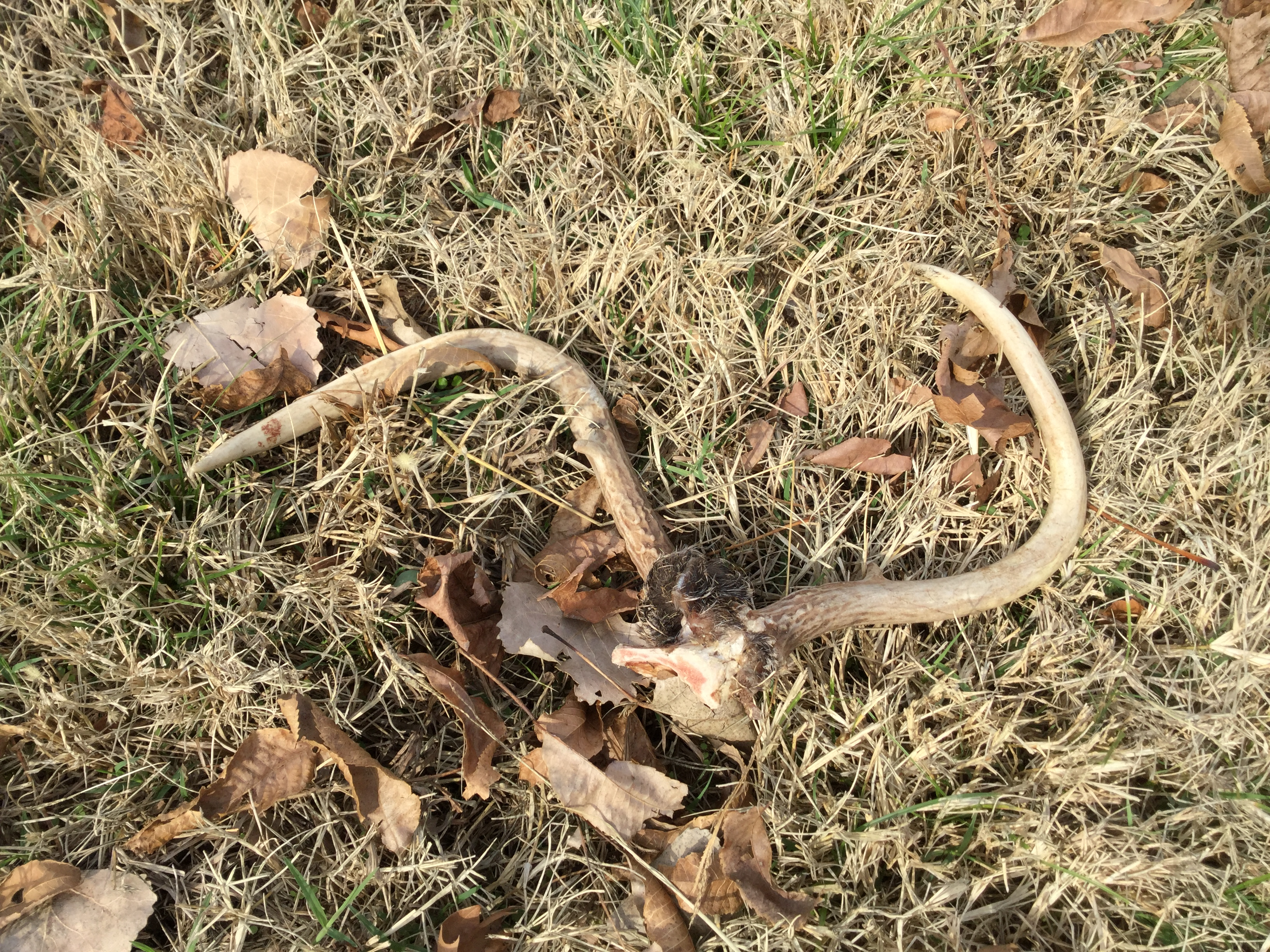
오클라호마주 동부에서 흰꼬리사슴이 뿔을 떨어뜨린 직후 발견된 뿔

### 장식 및 도구 용도 조각

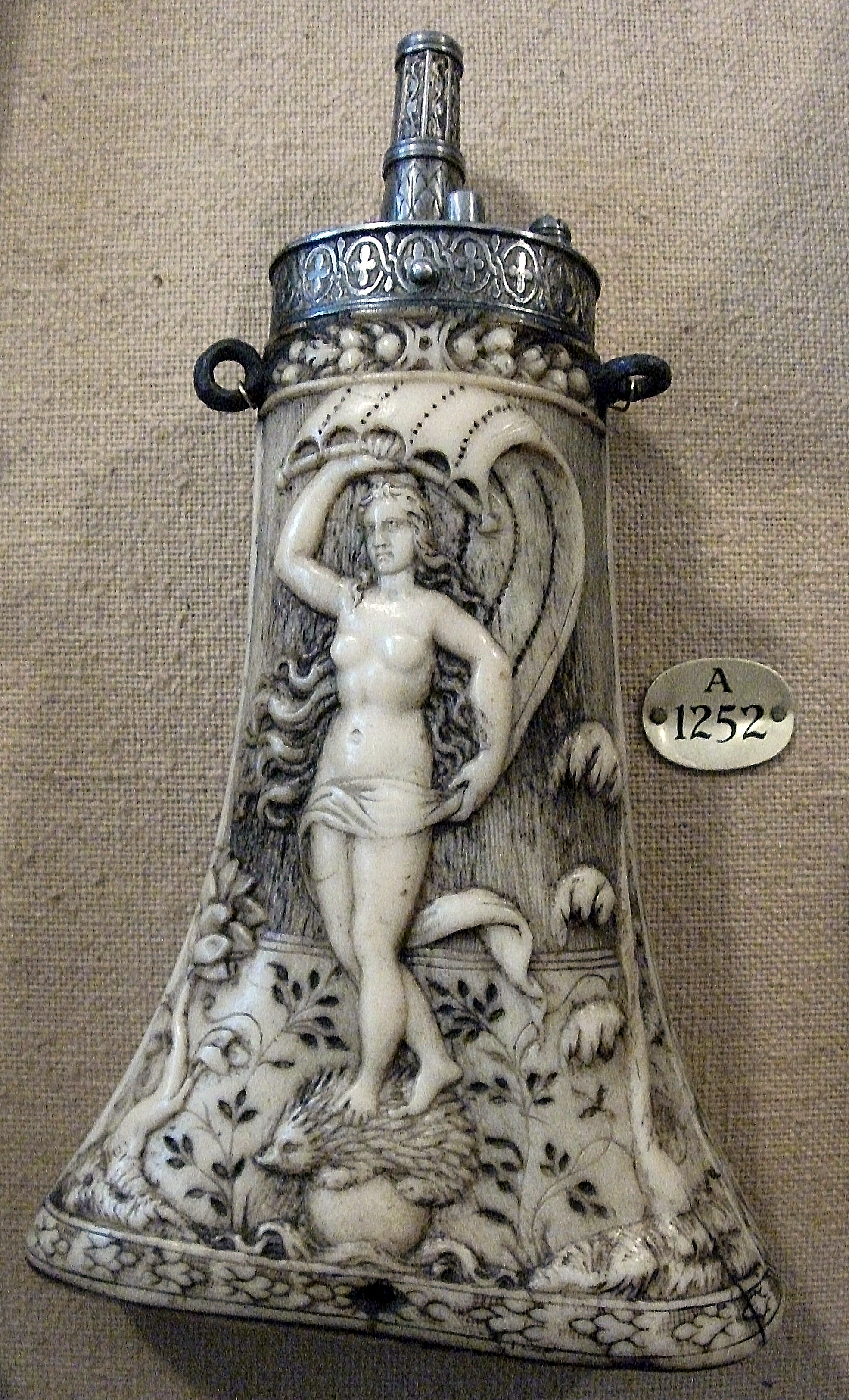
월리스 컬렉션, 런던 (2010)에 있는 말사슴 뿔로 만든 독일 화약통, c. 1570년경.

사슴뿔은 역사적으로 도구, 무기, 장식품, 장난감을 만드는 재료로 사용되어 왔다. 유럽 구석기 시대 후기에는 특히 중요한 재료였으며, 마들렌 문화에서 바통 드 코망드망 및 벌레를 핥는 들소와 같은 물건에 조각과 새긴 디자인을 만드는 데 사용되었다. 바이킹 시대와 중세 시대에는 빗을 만드는 기술에서 중요한 원료를 형성했다. 후기에는 상아의 저렴한 대체품으로 사용된 사슴뿔은 안장 및 마구, 총 및 단도, 화약통과 같은 사냥 장비뿐만 아니라 단추 등과 특히 관련이 있는 재료였다. 벽에 걸린 사슴뿔 장식은 적어도 중세 시대부터 인기가 있었다.
이누이트 부족인 네실리크 족은 사슴뿔을 이용하여 활과 화살을 만들었는데, 동물 힘줄을 엮어 케이블 백드 보우를 만들어 강화했다. 여러 아메리카 원주민 부족도 사슴뿔을 사용하여 활을 만들었는데, 힘줄을 케이블처럼 묶는 대신 활에 접착했다. 19세기 초에 만들어진 사슴뿔 활은 브루클린 미술관에 전시되어 있다. 그 제작은 얀크턴 수족의 소행으로 여겨진다.
역사적으로 적합한 종(말사슴 등)의 큰 사슴뿔은 종종 축과 가장 낮은 가지까지 잘려나가 한 점짜리 곡괭이로 사용되었다.

### 의례적 역할
사슴뿔 머리 장식은 다양한 문화권에서 샤먼과 다른 영적 인물, 그리고 춤을 위해 착용되었다. 잉글랜드 중석기 시대 유적지인 스타 카르에서는 머리에 착용했을 것으로 보이는 21개의 사슴뿔 "앞머리"가 발굴되었는데, 이는 1만 년 이상 된 것이다. 사슴뿔은 여전히 야키 족의 사슴춤과 같은 전통 춤에서 착용되며, 애벗츠 브롬리 뿔춤에서도 들고 다닌다.

### 식용 활용
녹용 단계의 사슴뿔은 2,000년 이상 아시아에서 식이 보충제 또는 대체 의학 물질로 사용되어 왔다. 최근에는 사슴뿔 추출물이 소량의 IGF-1을 함유하고 있어 근육 조직을 형성하고 복구하는 데 도움이 된다고 믿어지기 때문에 서양 운동선수와 보디빌더들 사이에서 인기를 얻고 있다. 그러나 한 이중 맹검법 연구에서는 의도한 효과에 대한 증거를 찾지 못했다.
와피티사슴, 사슴, 말코손바닥사슴의 뿔은 또한 반려견을 위한 인기 있는 개껌 형태로 구매되고 있다.

### 개와 함께하는 떨어진 뿔 사냥
개는 때때로 떨어진 뿔을 찾는 데 사용된다. 북미 떨어진 뿔 사냥견 협회(North American Shed Hunting Dog Association, NASHDA)는 개를 훈련시켜 떨어진 뿔을 찾게 하고 떨어진 뿔 사냥 행사를 개최하고자 하는 사람들을 위한 자료를 제공한다.